# Shingopana
Shingopana („široký krk“) byl rod sauropodního dinosaura ze skupiny Lithostrotia, který žil v období spodní křídy (věk apt), asi před 110 až 100 miliony let, na území dnešní africké Tanzanie (geologické souvrství Galula). 

## Popis
Nález sestává z nekompletní kostry a části lebky. Podle anatomických znaků na obratlích, pánevních kostech a kostech končetin se zdá být pravděpodobné, že tento sauropod byl blízce příbuzný aeolosaurinním titanosaurům z Jižní Ameriky. Mezi příbuzné druhy patří Bonitasaura salgadoi, Overosaurus paradasorum nebo Trigonosaurus pricei. Shingopana je rod dinosaura, který významně rozšiřuje povědomí o biodiverzitě afrických titanosaurních sauropodů. Příbuzným rodem byl další tanzanský taxon Mnyamawamtuka.